# Bekim Balaj
Bekim Balaj (Reç, 11 de janeiro de 1991) é um futebolista profissional albanês que atua como atacante, atualmente defende o Terek Grozny.

## Carreira
Bekim Balaj jogou pela Seleção Albanesa de Futebol da Eurocopa de 2016.